# Icel Marcià
Icel Marcià (en llatí Icelus Marcianus) fou un llibert de Galba arrestat per Neró quan el seu antic amo es va rebel·lar, però que el va deixar en llibertat quan la revolta es va estendre a tota la ciutat de Roma.
Icel se'n va anar a Clunia a Hispània, quan encara no s'havia trobat el cos el cos de Neró, on es va assabentar de la proclamació de Galba per l'exèrcit i el senat el mateix any 68, que tot seguit el va fer cridar i li va donar el rang d'equites i l'anell daurat, amb l'addició honorifica de Marcià al seu antic nom, i el va posar entre els membres del seu consell.
Va donar suport al prefecte pretorià Corneli Lacó i amb ell es va oposar a l'adopció d'Otó. Icel, Corneli Lacó i el cònsol Tit Vini eren els més influents dels consellers de Galba. Després de la mort de Galba fou executat per ordre d'Otó, segons expliquen Tàcit i Suetoni.